# Isa Bluette

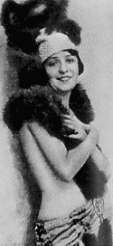
Isa Bluette

Isa Bluette (eigentlich Teresa Ferrero; * 10. September 1898 in Turin; † 10. November 1939 ebenda) war eine italienische Schauspielerin.

## Leben
Ferrero begann ihre Bühnenkarriere als Cafésängerin in jungen Jahren und war bald für ihre gefühlvollen Auftritte bekannt. Bald wurde sie zur Hauptdarstellerin etlicher Operetten und Schauspiele im Italien der 1920er Jahre; sie trat auch in Paris auf, wo sie eine der ersten Soubretten war, die bei ihren Laufsteg-Bühnenauftritten von eleganten Männern umgeben war. Mit ihrem eigenen Ensemble – ab 1925 eine Operettenkompagnie; ab 1929 mit Nuto Navarrini eine Revuetruppe – trat sie in zahlreichen publikumswirksamen Revuestücken auf, wobei zukünftige Starkomiker wie Erminio Macario und Totò bei ihr erste Erfahrungen sammelten (1928 in „Madama Follia“). 1926 sang sie mit Creola einen großen Erfolg der damaligen Zeit auf Schallplatte ein. Filmauftritte gab es nur zwei; Bluette konnte den Erfolg bis in die 1930er Jahre ausdehnen. 1939 heiratete sie kurz vor ihrem Tode den langjährigen Lebensgefährten und Schauspieler Navarrini.
Ihre Grabstätte befindet sich auf dem Cimitero monumentale di Torino.

## Filmografie
- 1926: La donna carnefice nel paese dell’oro
- 1929: Ragazze non scherzate